# 키르기스스탄의 국장

키르기스스탄의 국장

키르기스스탄의 국장은 1992년 6월 2일에 제정되었으며 현재의 국장은 2016년에 수정되었다. 파란색 원 안쪽에는 톈산산맥 위에 떠오르는 태양이 그려져 있으며 톈산산맥 아래에는 날개를 펼친 은색 매가 그려져 있다.
원 바깥쪽의 왼쪽과 오른쪽에는 밀과 목화가 장식되어 있으며 원 위쪽과 아래쪽에는 키르기스스탄의 공식 명칭인 "키르기스 공화국"("Кыргыз Республикасы", "Kyrgyz Respublikasy")이 키르기스어로 쓰여져 있다.

## 역대 키르기스스탄의 국장

키르기스 소비에트 사회주의 공화국의 국장
키르기스스탄의 국장 (1994년 ~ 2016년)

## 같이 보기
- 키르기스스탄의 국기